# 1954 (album)
1954 è il dodicesimo album di inediti della cantautrice italiana Ivana Spagna, pubblicato il 25 ottobre 2019.
Il disco esce a dodici anni di distanza dall'ultimo album di inediti in italiano ed a sette dall'ultimo album in studio.

## Descrizione
L'album è stato anticipato dal singolo Cartagena, realizzato con Jay Santos, e successivamente dal singolo Nessuno è come te.
Il titolo fa riferimento all'anno di nascita dell'artista. In merito a ciò ha dichiarato di averlo scelto "per liberarmene. L’età non va nascosta. Se possiamo essere forti lo possiamo essere sempre.
Proviamo anche a pensare a quanti giovani che avrebbero voluto invecchiare e non hanno potuto. Dobbiamo ringraziare il cielo per questa possibilità e per quella di essere in contatto con le altre persone e gli animali e la natura".
L'album contiene dieci tracce di cui nove inediti ed una cover di un brano di Biagio Antonacci (Se io se lei).
In merito alla scelta della cover Spagna ha dichiarato di aver scoperto la canzone durante la sua esperienza a Music Farm e di averla sempre voluta cantare. Ha inoltre deciso di non modificare il testo della canzone e di renderla un inno all'amore tra due donne..

## Pubblicazione
Il disco viene pubblicato il 25 Ottobre 2019 in formato CD e LP. Nelle prime due settimane viene presentato in tutta Italia attraverso alcuni eventi firmacopie nelle maggiori città italiane. 
Il disco debutta alla posizione 23 della classifica ufficiale italiana ed il vinile alla posizione numero 7.
L'album viene accolto dalla critica in modo assai positivo, risultando uno dei dischi con le maggiori votazioni della carriera della cantante.
Nel mese di Dicembre 2019 viene pubblicata un'edizione speciale del disco soltanto su formato vinile, con una copertina alternativa, firmata e numerata (1000 copie totali), comprendente il disco su vinile rosa a tiratura limitata, una monetina che riprende la cover originale dell'album, un poster ed una maglietta speciale. 
La promozione europea del disco, prevista da Maggio a Dicembre 2020 con una serie di concerti in Italia, Spagna e Francia, è stata annullata a causa della Pandemia di COVID-19

## Tracce
1. Nessuno è come te – 3:22
2. Prigioniera nel tuo nido – 3:48
3. Cartagena – 3:36
4. Nonostante tutto – 3:56
5. Essenza e anima – 3:17
6. Se io se lei – 4:28
7. Mi manchi tu – 3:23
8. Nel tempo – 3:10
9. Amici per amore (feat. Audio 2) – 3:47
10. Chissà se mai – 1:43

## Classifiche
| Classifica (2019) | Posizione massima |
| ----------------- | ----------------- |
| Italia            | 23                |